# William Turnbull
Pour les articles homonymes, voir Turnbull.
 (novembre 2012).
Si vous disposez d'ouvrages ou d'articles de référence ou si vous connaissez des sites web de qualité traitant du thème abordé ici, merci de compléter l'article en donnant les références utiles à sa vérifiabilité et en les liant à la section « Notes et références ».
William Turnbull, né le 11 janvier 1922 à Dundee et mort le 15 novembre 2012 à Londres, est un peintre et un sculpteur écossais.

## Biographie
Turnbull travaille de 1939 à 1941 comme illustrateur à Dundee et étudie de 1946 à 1948 à la Slade School of Fine Art de Londres. Dans les années 1948 a 1949 il vit à Paris, où ses premières œuvres sont créées (principalement inspiré par l'œuvre d'Alberto Giacometti et de l'existentialisme).
Il revient en Angleterre, où de 1953 à 1961, il est un artiste invité à l'École Centrale des Arts et Métiers (qui fait maintenant partie de la Central Saint Martins College of Art and Design). De 1964 à 1972 il y enseigne la sculpture de 1964 à 1972. Dans les années 1950 il fait partie de l'Independent Group.
L'année 1952 est un tournant pour de nombreux sculpteurs britanniques. Avec des artistes comme Reg Butler, Lynn Chadwick, Eduardo Paolozzi et Kenneth Armitage, il remplit le pavillon britannique à la Biennale de Venise avec l'exposition Aspects nouveaux de sculpture britannique. En 1968, Turnbull est invité à participer à la 4e documenta dans la ville allemande de Cassel.
L'artiste vit et travaille à Londres jusqu'à sa mort le 15 novembre 2012, à l'âge de 90 ans.

## Œuvres (sélection)
|                   |  |                    |
| Ancestral Figure. |  | Large Horse (1990) |

- Masks (1953), Tate Britain à Londres
- Horse (1954), Tate Britain
- Idol 2 (1956), Tate Britain
- Head (1960), Tate Britain
- Spring Totem (1962/63)
- 3/4/5 (1966), Tate Britain
- Column (1970), Franklin D. Murphy Sculpture Garden à Los Angeles
- Gate (1972), Scottish National Gallery of Modern Art à Édimbourg
- Ancestral Figure, Yorkshire Sculpture Park
- Blade of Venus (1985), Canary Wharf à Londres
- Head (1987), Jesus College, Cambridge Sculpture Trails à Cambridge
- Large Horse (1990), Yorkshire Sculpture Park

## Littérature
- William Turnbull: Sculpture and painting (catalogus), Tate Gallery (1973)
- William Turnbull (catalogus), Waddington Galleries (1981)